# Maranga (sitio arqueológico)

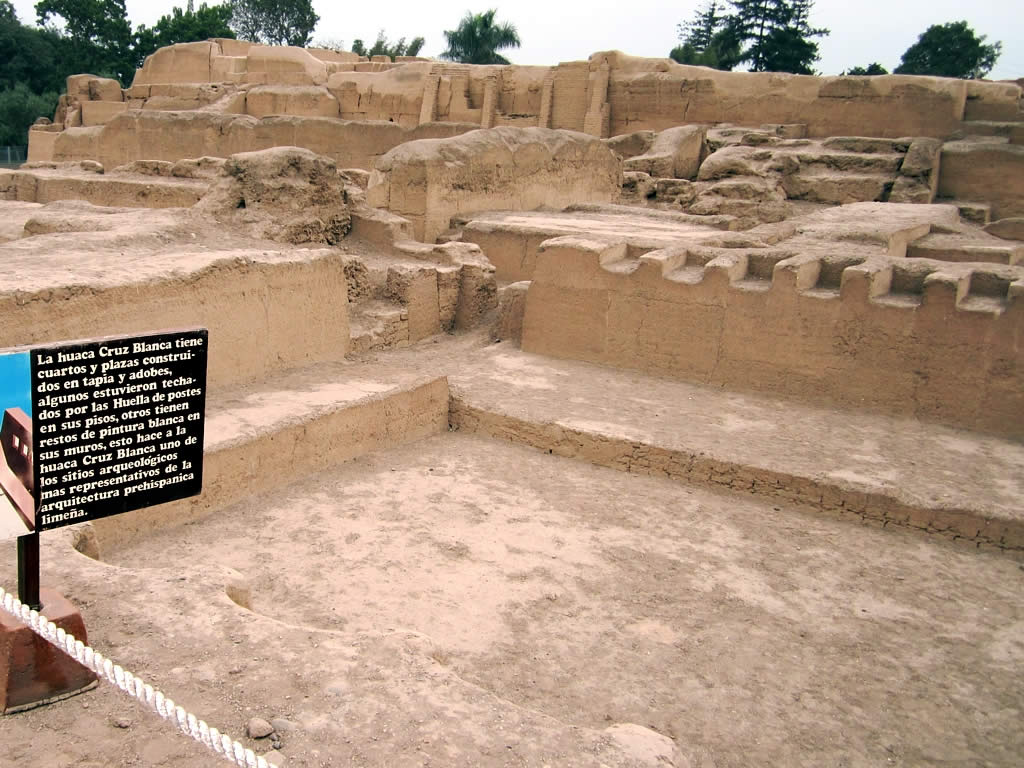
Una sección de la Huaca Cruz Blanca, que forma parte del Complejo Arqueológico Maranga, dentro del recinto del Parque de las Leyendas. Es del Intermedio Tardío, cultura Ichma.

El complejo arqueológico Maranga, conocido también como las huacas de Maranga, se encuentra ubicado en el valle bajo del río Rímac, en Lima, Perú. Abarca varios restos de pirámides monumentales construidas en adobe, así como otras estructuras como conjuntos habitacionales, murallas y canales. Empezó a ser construido a inicios de la era cristiana, como centro administrativo y ceremonial de la cultura Lima (100-650 d. C.); luego fue sede del curacazgo de Maranga, que obedecía al Señorío Ichma (900-1470 d. C.), y finalmente fue incorporada al Imperio inca (1470-1532 d. C.). Fue uno de los más extensos centros poblados asentados en el valle de Lima durante la época prehispánica. En 2013, fue declarado Patrimonio Cultural de la Nación.

## Ubicación geográfica

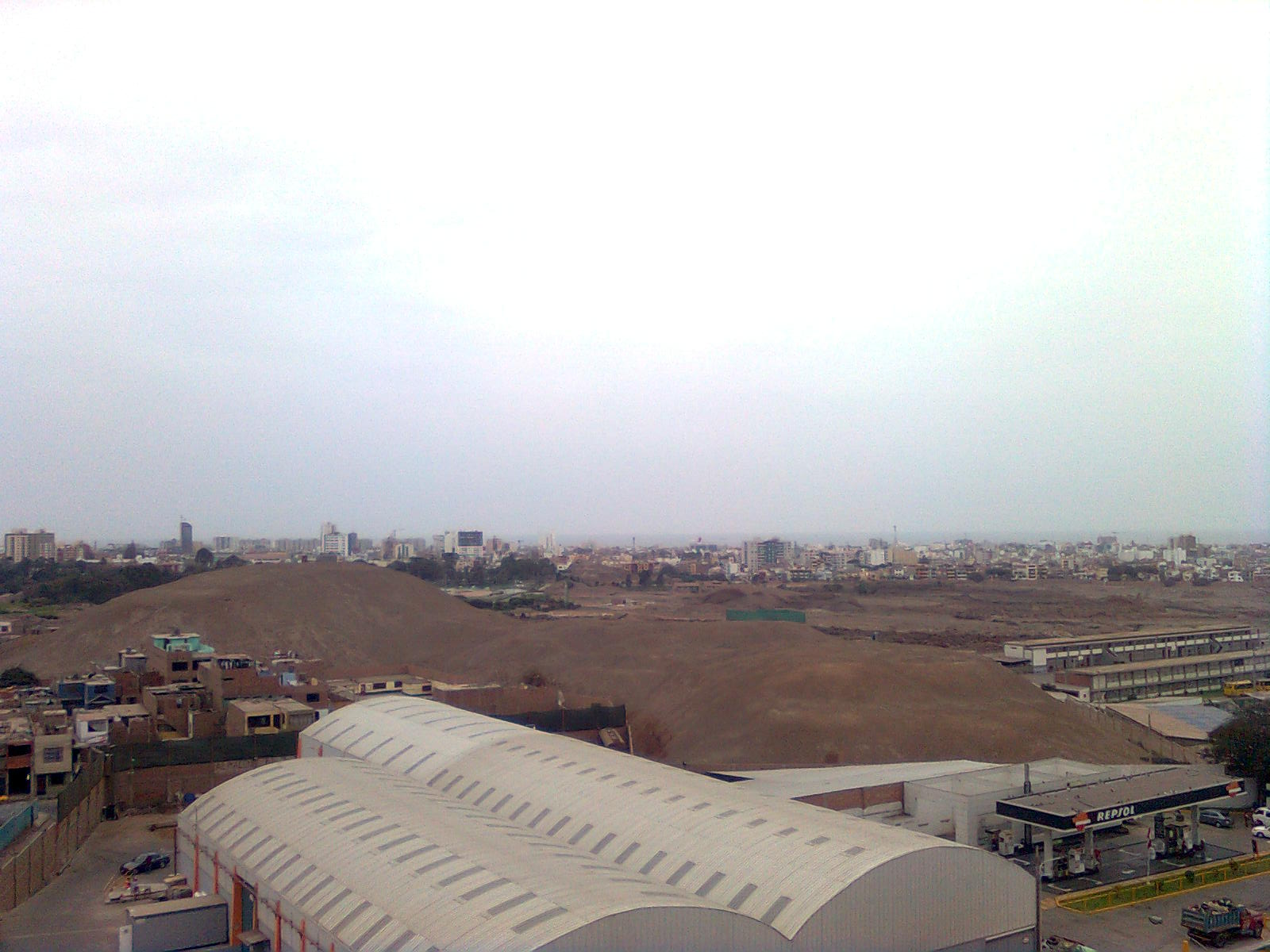
Vista parcial del sitio arqueológico de Maranga

Está ubicado en la margen izquierda del río Rímac, a pocos kilómetros del océano Pacífico, en la costa central del Perú. Jurisdiccionalmente se ubica en los distritos de Lima, Pueblo Libre y San Miguel, abarcando un área extensa, comprendida entre el campus de la Universidad Nacional Mayor de San Marcos, el Hospital Naval, las urbanizaciones colindantes, el campus de la Pontificia Universidad Católica del Perú y el zoológico Parque de las Leyendas.
Este enorme complejo arqueológico, uno de los más grandes de la provincia de Lima, se elevó en su tiempo sobre un fértil y extenso valle, hoy día cubierto totalmente por la desordenada expansión urbana.

## Denominaciones
Hasta comienzos del siglo XX las ruinas de Maranga eran conocidas como Huática. Ya en el siglo XVII, el cronista Bernabé Cobo las mencionaba como Huadca, vocablo que probablemente derive de huaca, nombre genérico de las edificaciones prehispánicas. El sabio alemán Ernst W. Middendorf, creyendo que Huadca era el nombre original de Maranga, propuso que este vocablo era una degradación de guatan, término citado por el cronista Oviedo y que sería el nombre de la divinidad-oráculo venerada en el valle del Rímac; agrega que su etimología alude a viento y que su imagen habría estado instalada en alguna de las edificaciones de Maranga. Por algún tiempo se denominó al complejo como Huatinamarca. En realidad, Huatica es una denominación errada, ya que corresponde a un antiguo canal de irrigación situado al este de Maranga, obra muy antigua, que se remonta al siglo VIII.

## Cronología
- Intermedio Temprano (100-650 d. C.). Maranga se convierte en el centro principal de la cultura Lima en el valle bajo del Rímac. Característica básica de sus construcciones son el uso masivo de pequeños adobes hechos a mano o “adobitos”. Destacan tres grandes pirámides: Huaca San Marcos (o Aramburú), Huaca Concha y Huaca Middendorf.
- Horizonte Medio (650-900 d. C.). Periodo final de la Cultura Lima. Se poseen pocos datos de esta época. Se sabe que la Huaca San Marcos se mantuvo vigente hasta bien avanzado este periodo, sin estar bajo el dominio huari.
- Intermedio Tardío (900-1470 d. C.). Maranga se convierte en la capital del Curacazgo de Maranga, sujeto al Señorío Ichma. La ciudad se extiende más al sur. Las construcciones se caracterizan por estar hechas a base de tapias o grandes adobones, con rampas de acceso. Destacan las huacas Tres Palos, Cruz Blanca, La Cruz, La Palma, San Miguel y Casa Rosada.
- Horizonte Tardío (1470-1532 d. C.). Dominación de los Incas, quienes remodelan la arquitectura de Maranga, adaptándola a sus fines políticos. Se erige el llamado Sector Inca, en el recinto de la huaca La Palma.

## Estudios

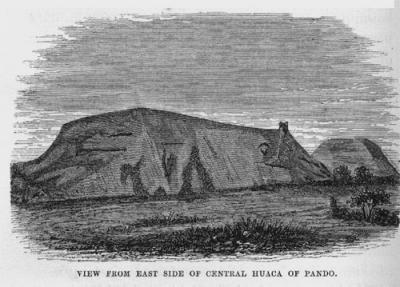
Lado este de la huaca de San Marcos y de la huaca Concha, captado por el viajero peruanista Thomas Joseph Hutchinson (1873). En ese entonces eran conocidas como las “huacas de Pando”, por estar en terrenos de la hacienda de ese nombre.

Los primeros trabajos referentes al Complejo de Maranga se inician con los informes de los viajeros de fines del siglo XIX, que incluyen descripciones, planos y fotos. Entre dichos viajeros destacan E. George Squier, Thomás J. Hutchinson y Ernst W. Middendorf. Hutchinson publicó un tratado sobre los restos arqueológicos del Perú, principalmente de la costa central, en el cual mencionó a Maranga denominándola "Huatica" (1873). Luego, el alemán Middendorf recorrió la zona por la década de 1880, siendo el primero en detectar dos momentos constructivos en la vieja ciudad: el primero correspondiente a los edificios de pequeños adobes (“adobitos”) ubicados al norte, y el segundo, correspondiente a edificios hechos con grandes tapias o adobones, situados unos metros más al sur (1894).
A comienzos del siglo XX, empezaron las primeras excavaciones científicas. En 1903, el arqueólogo alemán Max Uhle excavó en la cima de la Huaca San Marcos. En 1925 el arqueólogo ecuatoriano Jacinto Jijón y Caamaño excavó en las Huacas San Marcos, Concha y Middendorf, descubriendo numerosos entierros humanos, así como piezas de cerámica de diverso tipo asociados a las tumbas y rellenos arquitectónicos, realizando también una detallada clasificación y descripción de los materiales descubiertos. También en 1925 el arqueólogo Alfred L. Kroeber excavó en las Huacas Middendorf y San Marcos. Esta última, por entonces, sufrió una seria depredación, cuando parte de su estructura fue cortada para dar paso a la avenida Progreso (hoy Venezuela), la misma que une Lima y Callao (1924).
Debido a la creciente y desorganizada expansión urbana de Lima, los monumentos de Maranga continuaron siendo depredados. El caso más lamentable fue lo sucedido con la Huaca Concha, cuya estructura superior fue destruida totalmente en 1941 para construir encima un estadio (el hoy Estadio de San Marcos). Años después, entre 1993 y 1994 volvió a sufrir graves daños, a raíz de unas obras de remodelación hechas en dicho estadio.
Solo en años recientes se ha venido trabajando en acciones orientadas a la investigación, conservación y puesta en valor de estos monumentos arqueológicos, buena parte de los cuales se hallan dentro del recinto del Parque de las Leyendas.

## Contexto histórico
Maranga fue un centro urbano fundado a comienzos de la era cristiana y estuvo ocupado hasta mediados del siglo XVI, cuando fue abandonada, tras la llegada de los españoles.
La parte más antigua corresponde al período Intermedio Temprano. En ese entonces fue el principal centro de la cultura Lima en el valle bajo del Rímac (100-650 d. C.). Las pirámides de este período están construidas enteramente en "adobitos" perfectamente alineados, en una técnica que se ha denominado "del librero", pues tienen la apariencia de libros ordenados en estantes. Son de este período la Huaca de San Marcos (Aramburú), la Huaca Concha, la Huaca Middendorf y la Huaca Potosí Alto, principalmente.
Del período siguiente, el Horizonte Medio (650-1100 d. C.), se conoce todavía muy poco. Se creía hasta hace poco que durante este periodo Maranga permaneció desocupada y que Cajamarquilla se convirtió en el sitio más importante del valle del Rímac, bajo el predominio de la cultura Huari. Sin embargo, por las excavaciones recientes hechas en Huaca San Marcos, se sabe que Maranga siguió siendo ocupado por la cultura Lima hasta bien avanzado este periodo, no habiendo sido incluida en la órbita de los huaris.
Durante el Intermedio Tardío (1100-1470 d. C.), Maranga se convirtió en la capital del curacazgo del mismo nombre, que obedecía al Señorío Ichma, el mismo cuyo principal centro ceremonial se hallaba en Pachacámac, en el valle de Lurín, más al sur. La zona urbana de Maranga se extendió hacia el sur con la construcción de un enorme recinto amurallado, en cuyo interior se construyeron pirámides, patios y residencias. Destaca allí la huaca La Palma. Fuera de este recinto amurallado, hacia el este, se elevaron un conjunto de 10 pirámides, entre las que destaca imponentemente la huaca Tres Palos.
Hacia 1470 llegaron los incas, quienes sometieron al Señorío Ichma; tanto Maranga como Pachacámac pasaron a integrar el Tahuantinsuyo. Los incas remodelaron la arquitectura de Maranga, adaptándola a sus fines políticos. Dentro del recinto amurallado, en su lado oeste, construyeron varias estructuras, conjunto conocido actualmente como el Sector Inca.

## Descripción
El complejo arquitectónico de Maranga ocupa un área de 4 millones de metros cuadrados e incluye diversas construcciones piramidales levantadas a base de adobes pequeños y tapiales. Son en total 14 pirámides grandes y al menos 50 edificios pequeños, provistas de rampas de acceso a la cúspide, como también de graderías. Además, agrupa plazas, conjuntos habitacionales amurallados, sectores residenciales, reservorios de agua, depósitos de alimentos, canales de regadío, campos de cultivo especiales y cementerios. Servían, no solo como centros ceremoniales o de culto, sino como grandes almacenes de productos alimenticios y centros de fabricación de productos suntuarios.
Se puede dividir a este conjunto monumental en dos:
- La ciudadela de adobitos, de la Cultura Lima, que abarca las pirámides o huacas de San Marcos, Concha, Middendorf, Potosí Alto, entre otras.
- La ciudadela de tapia, de la Cultura Ichma, situada al sur de la anterior, y que se prolonga hasta el periodo Inca. Las pirámides se agrupan en dos sectores a manera de “barrios”: uno rodeado por gruesas murallas de tapiales (en donde están la huaca La Palma y el Palacio del Inca), y otro en los extramuros, sin amurallar (en el cual están las huacas Tres Palos, Cruz Blanca, San Miguel, Casa Rosada y La Cruz).

## Principales huacas o pirámides

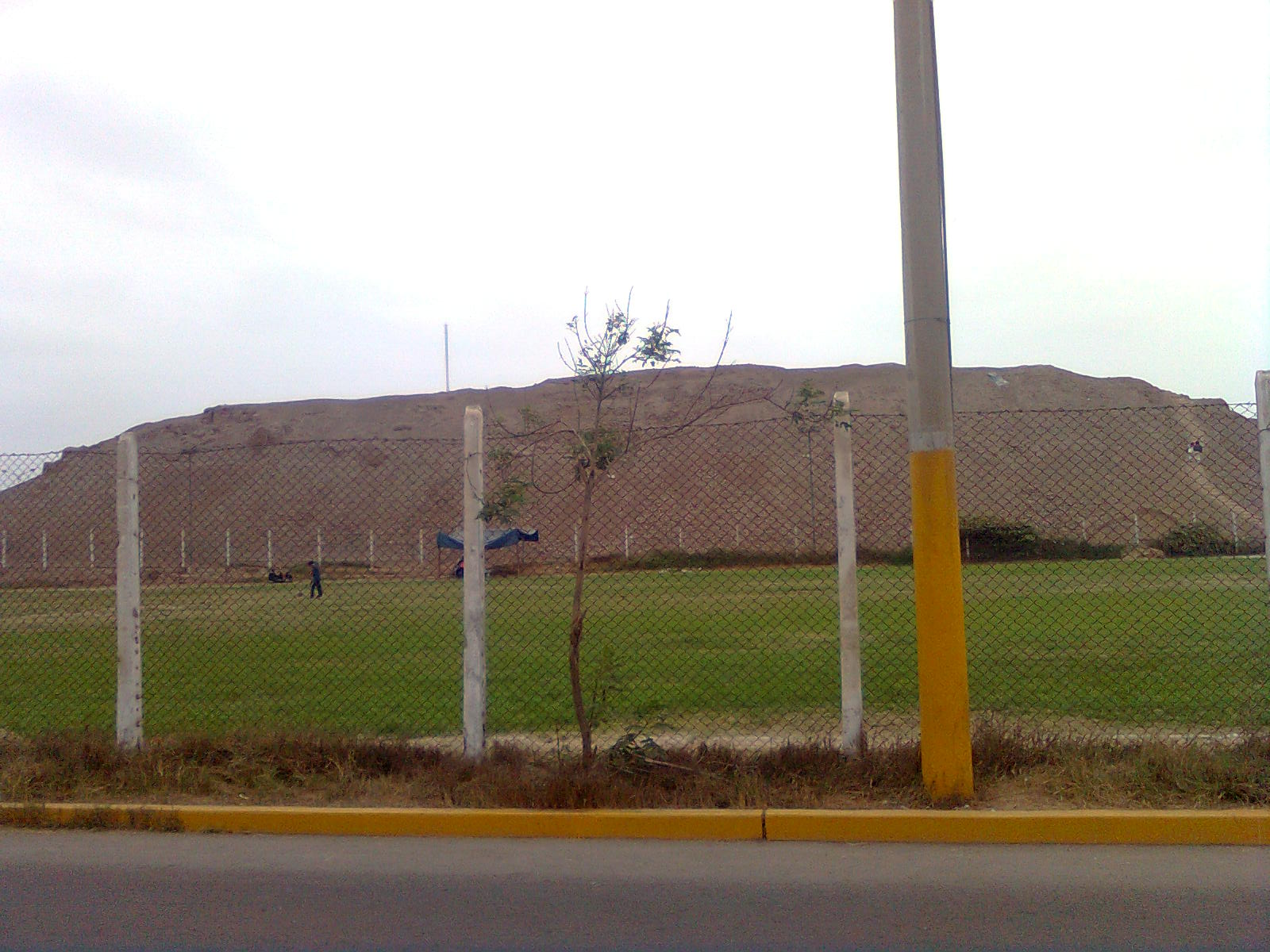
Vista lateral de la de la Huaca de San Marcos

Las huacas o pirámides de Maranga actualmente parecen ser cerros o elevaciones naturales, pero en realidad se tratan de monumentales estructuras piramidales, de plataformas superpuestas, construidas en adobe. Se dividen de acuerdo a dos técnicas básicas de construcción:
- La técnica de los “adobitos” o pequeños adobes de forma rectangular. Periodo Intermedio Temprano y parte del Horizonte Medio. Cultura Lima. Huacas: San Marcos, Concha, Middendorf, entre otras.
- La técnica del tapial, a base de grandes bloques de adobes o adobones. Periodo Intermedio Tardío. Cultura Ichma. Huacas: Tres Palos, Cruz Blanca, San Miguel, La Cruz, La Palma, Huantinamarca, Casa Rosada, entre otras.

A continuación, una breve descripción de las principales huacas:
- Huaca San Marcos, llamada antiguamente Huaca Aramburú (por encontrarse dentro de los terrenos de la hacienda de ese nombre) se halla actualmente dentro del campus principal de la Universidad Nacional Mayor de San Marcos, sobre la avenida Venezuela. Mide 300 por 120 m de lado y 30 m de altura, siendo la huaca de mayor tamaño del complejo, y una de las más grandes del Perú Antiguo. Está formada por la superposición de 5 plataformas, sobre las que se construyeron diversos recintos. Sus muros de sostenimiento, construidos con adobes pequeños o adobitos, estuvieron enlucidos y pintados de amarillo. En sus lados se hallaron abundantes fragmentos de cerámica roja con representaciones pictóricas, así como tejidos y fardos funerarios. Por sus dimensiones, fue sin duda la principal huaca de Maranga de la cultura lima; posteriormente, bajo la cultura ichma, se convirtió en cementerio. Desgraciadamente, una plataforma pequeña adosada al cuerpo principal de esta pirámide por el lado sur fue cortada en 1924 para dar paso a la avenida del Progreso (hoy Venezuela), que une Lima y Callao, y que lo separa del llamado Montículo 22, que es una huaca más pequeña (la misma que conserva el viejo nombre de Aramburú). Posteriormente ha sufrido más depredaciones.
- Huaca Concha, situada frente a la Huaca San Marcos, es una gran pirámide formada por al menos 3 plataformas superpuestas, que tenía 284 m de largo por 181 m en su parte sur y 102 metros de ancho en su parte norte, con 26 m de alto. Desgraciadamente, sufrió una bárbara devastación en 1941, cuando su estructura superior fue destruida para construir encima un estadio (el hoy Estadio de San Marcos). Entre 1993 y 1994 sus restos sufrieron otra salvaje arremetida, cuando se hicieron obras de remodelación en dicho estadio, pese a la inestabilidad del terreno, asentado sobre una estructura de adobitos. Aunque la Universidad de San Marcos (administradora del estadio) se comprometió a proteger los sitios arqueológicos de la Ciudad Universitaria, incluyendo la puesta en valor de la Huaca Concha, los daños son ya irreparables.[cita requerida]
- Huaca Middendorf, llamada así en memoria del viajero peruanista Ernst Middendorf, actualmente es un montículo de grandes dimensiones conformado por dos secciones: sección A y sección B.
- Huaca Tres Palos, denominada también Pando o Campana, es una pirámide de forma rectangular compuesta por 4 plataformas que ascienden de este a oeste. En su cima se habilitó una plaza con 96 pozos cuadrangulares que tenían un tronco hincado en el medio y que servían como observatorio astronómico.
- Huaca San Miguel, es una gran edificio escalonado construido en tapial, que cumplió la función de almacén de productos alimenticios, en la etapa final del Intermedio Tardío e inicios del periodo Inca.
- Huaca Cruz Blanca, formada por dos sectores: la pirámide y el edificio administrativo.
- Huaca Huantinamarca, edificación que tiene la particularidad de ser una pirámide trunca de carácter monumental que fue construida, remodelada y transformada a lo largo de los años, lo que le brinda una complejidad arquitectónica. Este edificio presenta en su composición diversos patios, recintos y corredores, los cuales se construyeron durante diferentes momentos en su historia; y sobre una base de muros hechos de barro a través de una técnica conocida como "tapial corrido".
- Huaca Casa Rosada, llamada así por la construcción republicana, de color rosado, que estaba en la cima. Presenta una estructura de forma cuadrada de aproximadamente 36 metros de lado y de entre 3 y 4 metros de altura, formada por tapiales y adobones para formar una plataforma elevada con rampas de acceso.
- Huaca La Cruz
- Huaca La Palma

## Cerámica

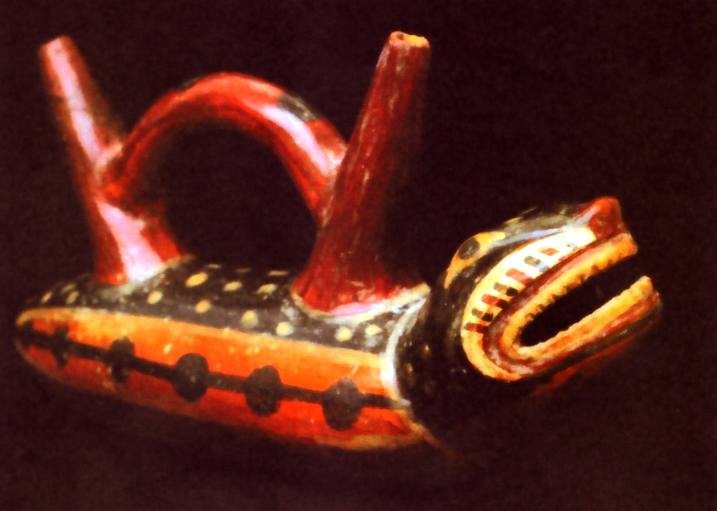
Botella escultórica de estilo Nievería, considerado como una modalidad de la cerámica Maranga. Representa una serpiente. Museo Larco, Lima - Perú.

La cerámica asociada a las construcciones de Maranga queda, en términos generales, englobada dentro de la que se conoce como cerámica Lima. Incluye formas diversas e incorpora representaciones plásticas tanto como decoración pintada, con utilización del color blanco sobre una superficie rojo oscura y otras veces anaranjada. Se estima que el estilo conocido como Nievería es una modalidad de la cerámica Maranga.
Federico Kauffmann Doig, en “Los limeños ancestrales”.